# Мінський іноваційний університет
Мінський іноваційний університет (до 2017 року — Мінський інститут управління) був створений у 1991 році.

## Історія
Мінський інститут управління був створений на хвилі перебудови, коли країні стали потрібні висококваліфіковані фахівці, здатні ефективно впливати на економічний, науково-технічне і соціальний розвиток Республіки Білорусь. Його засновник — доктор економічних наук, професор Микола Васильович Суша. Він же є беззмінним ректором інституту.

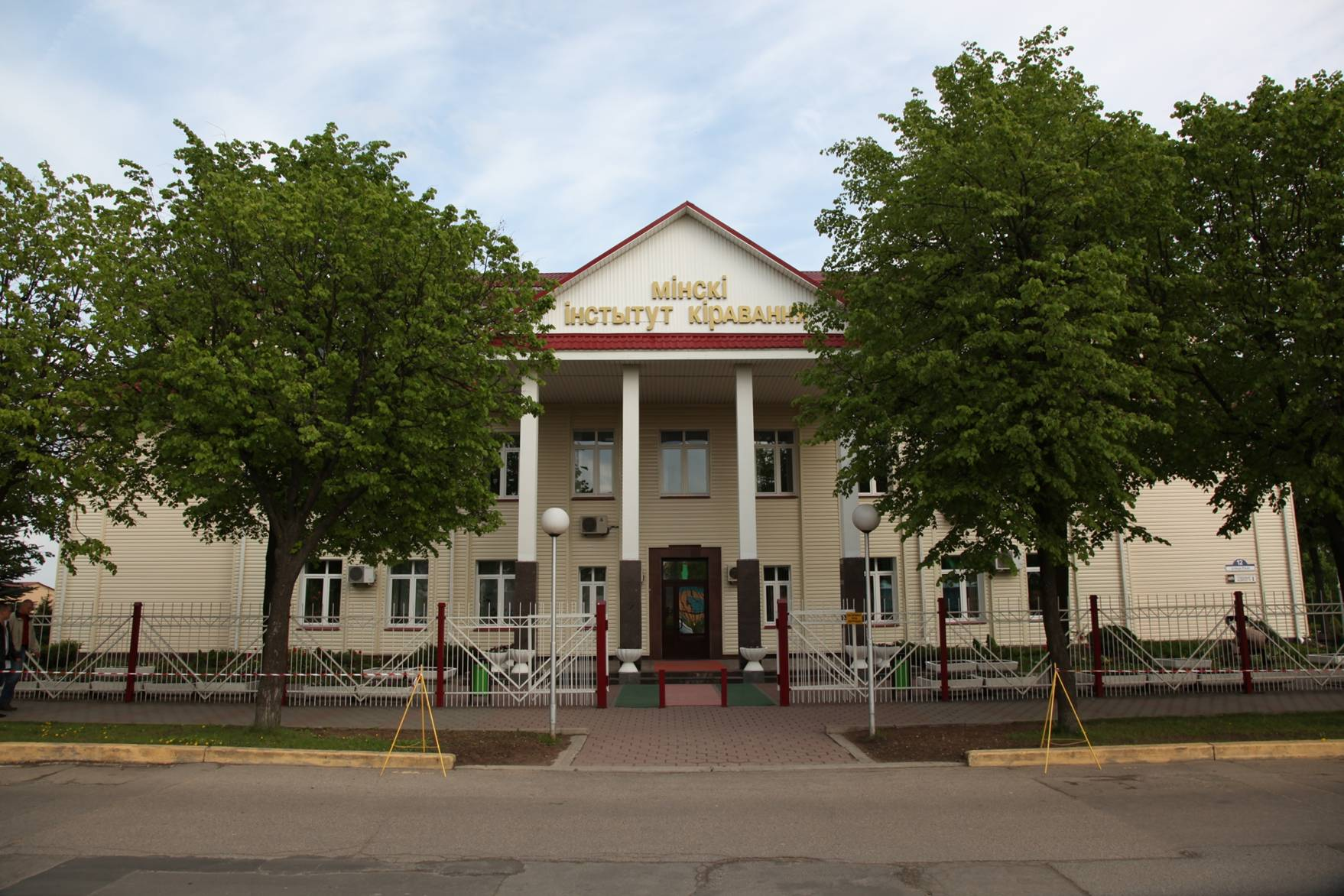
Учебный корус 1.

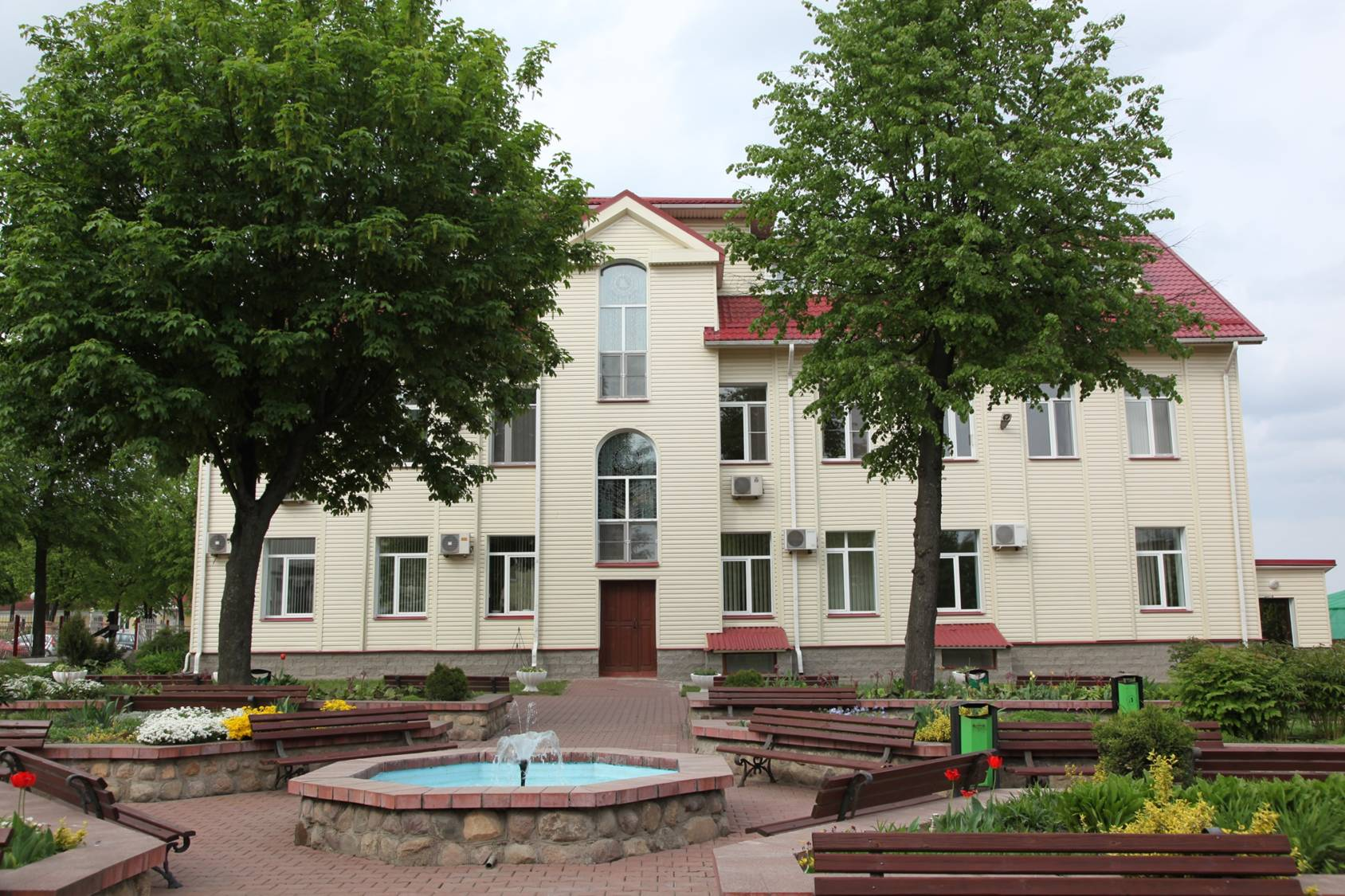

На сьогоднішній день навчання в інституті проводиться на 3 факультетах за 13 спеціальностями. Все навчання на платній основі.
В інституті ведеться підготовка аспірантів за двома спеціальностями: «Економіка та управління народним господарством» (за видами економічної діяльності); «Цивільне право; підприємницьке право; сімейне право; міжнародне приватне право», магістрантів за всіма спеціальностями, які є в інституті, а також у 2004 році відкрита підготовка докторантів за спеціальністю «Економіка та управління народним господарством».
У МІУ навчається більше 11000 студентів на денній та заочній формах навчання, з ними працюють понад 250 кваліфікованих викладачів, у тому числі 20 докторів наук, професорів, 72 кандидати наук, доцентів.

## Бібліотека
Бібліотека Мінського Інституту управління організована 28 грудня 1994 року. У бібліотеці є 3 читальних зали на 439 робочих місць. Бібліотечний фонд становить більше 49 000 одиниць зберігання.

## Журнали інституту
З 2005 року Мінський інститут управління є засновником та видавцем періодичних наукових і виробничо-практичних журналів ( [Архівовано 31 серпня 2010 у Wayback Machine.]):
- «Інноваційні освітні технології»
- «Юридичний журнал» (видавався до 2010 року)
- «Психологічний журнал» (видавався до 2010 року)
- «Праці Мінського інституту управління» (видавався до 2010 року)
- «Економіка і управління»

На травень 2007 журнали
«Психологічний журнал»;
«Праці Мінського інституту управління»;
«Економіка та управління»;
«Юридичний журнал»
включені Вищою атестаційною комісією (ВАК) Білорусі до переліку наукових видань Республіки Білорусь для опублікування результатів дисертаційних досліджень.

## Міжнародне співробітництво
Особлива увага в інституті приділяється співробітництву в галузі освіти і науки з вітчизняними та зарубіжними вищими навчальними закладами. Інститут має договори про співпрацю з Бріджпортським університетом (США), Санкт-Петербурзьким державним університетом економіки і фінансів (РФ), Ленінградським державним університетом ім. О. С. Пушкіна (РФ), Вищою школою фінансів та управління (м. Білосток, Республіка Польща), Громадської вищою школою підприємництва та управління (м. Лодзь, Республіка Польща), Інститутом управління знанням Вільнюського університету (Литовська Республіка), Кьюнгпукським національним університетом (м. Дейгу, Республіка Корея), Університетом Чхонджу (м. Чунгбук, Республіка Корея), Університетом Чунг Чеонг (м. Чунгбук, Республіка Корея), Коледжом торгівлі та ділового адміністрування Чунгбукського національного університету (м. Чунгбук, Республіка Корея) та Європейської школою економіки (м. Рим, Італійська Республіка). Крім цього договори укладені з Гуронськім університетом США в Лондоні (Велика Британія); Кизилординським державним університетом імені Корк Ата (Казахстан); Міжнародним незалежним університетом Молдови (Молдова); Київським національним університетом імені Тараса Шевченка (Україна); Московським державним інститутом електроніки та математики (технічним університетом) (РФ); Невінномиський інститутом економіки, управління та права (РФ); Київським славістичним університетом (Україна); Університетом Дейгу (Республіка Корея) і Міжнародним Слов'янським університетом (Україна).